# 拉斯帕伊大道

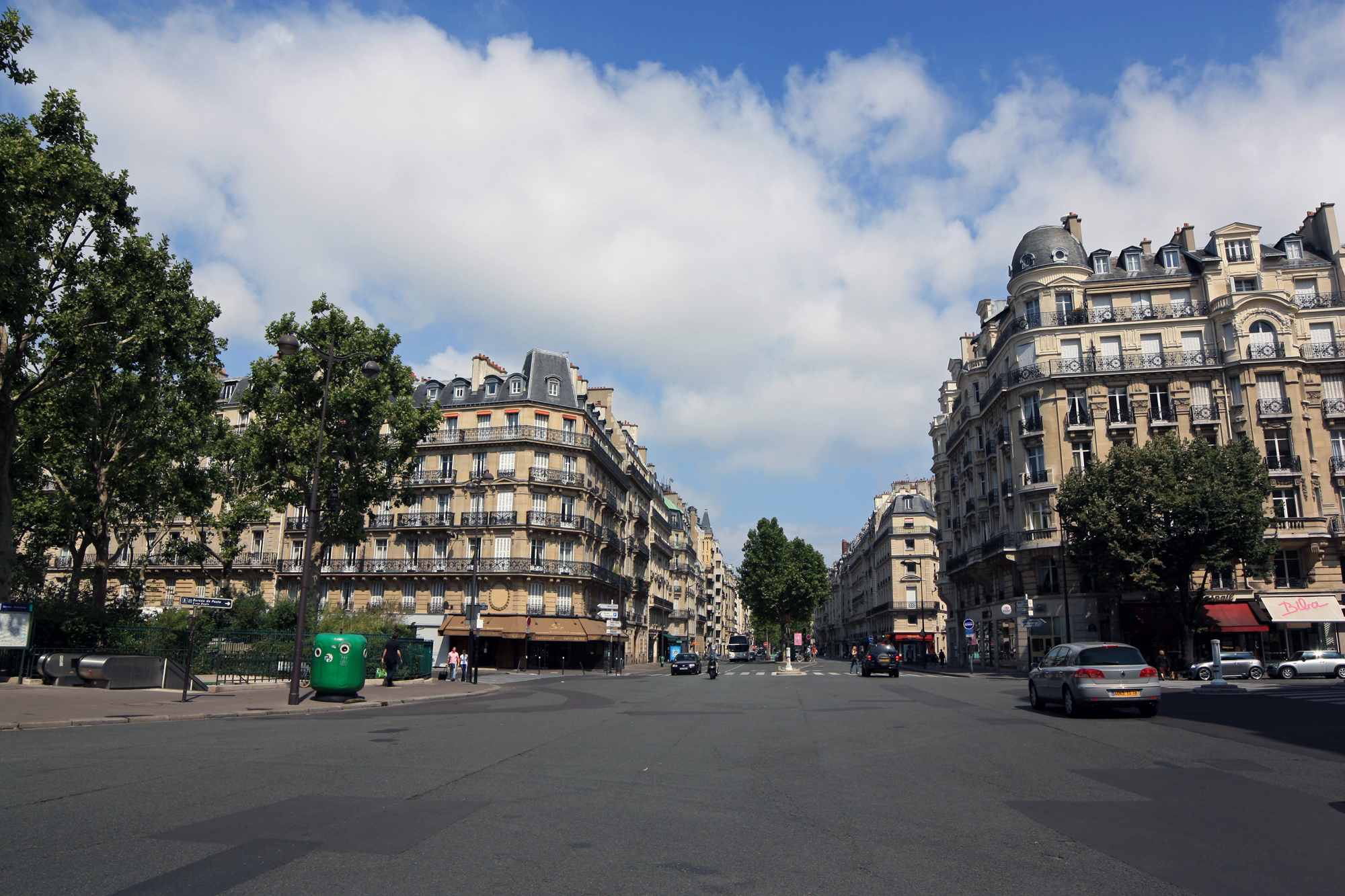
拉斯帕伊大道

拉斯帕伊大道（法語：Boulevard Raspail）是法国巴黎的一条街道，南北走向，从圣日耳曼大道到当费尔-罗什罗广场，经过巴黎第七区、巴黎第六区和巴黎十四区。与大道相交的主要道路包括蒙帕纳斯大道、雷恩街。

## 命名
拉斯帕伊大道得名于法国化学家、医生和政治家弗朗索瓦-樊尚·拉斯帕伊（1794-1878）。

## 景点
- 48号巴比伦路路口，是法兰西银行的一个分支。在巴比伦街拐角处的hôtel Lutetia大酒店，在1945年接待了从纳粹集中营返回的被驱逐者。
- 54 号和105号：社会科学高等学院
- 在拉斯帕伊大道与蒙帕纳斯大道的十字路口，又名毕加索广场，有罗丹的巴尔扎克雕像
- 101号：国家资助的法国文化协会总部, 其任务是在国际上传播法语和文化；设有一所针对进行语言交流的学生或移居巴黎的外国人的学校。
- 116–118号，在田野圣母院站地铁站出口，是阿尔弗雷德·德雷福斯雕像。
- 261号：自1994年以来是卡地亚当代艺术基金会的所在地。这是一座让·努维尔的前卫建筑，用玻璃钢和混凝土制成。 (Photo（页面存档备份，存于）)
- 291号, 是巴黎机场运营商Aéroports de Paris的总部。

48°50′42″N 2°19′43″E / 48.84500°N 2.32861°E